# Красота математики

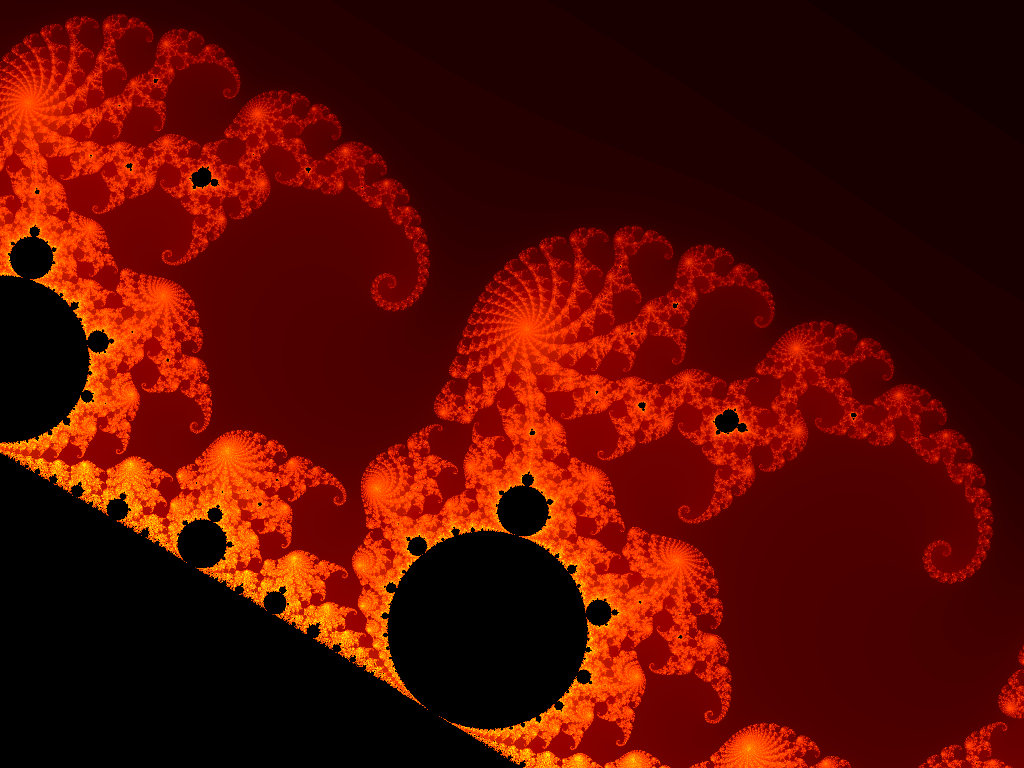
Граница множества Мандельброта

Красота математики — восприятие математики как объекта эстетического наслаждения, схожего с музыкой и поэзией.

Правильный взгляд на математику открывает не только истину, но и безупречную красоту — холодную и суровую, как скульптура, отстранённую от человеческих слабостей, лишённую вычурных уловок живописи и музыки — горную кристальность и строгое совершенство великого искусства. Подлинный вкус наслаждения, восторг, освобождение от бренной человеческой оболочки — всё это критерии высшего совершенства, которыми математика обладает наравне с поэзией.Оригинальный текст (англ.)Mathematics, rightly viewed, possesses not only truth, but supreme beauty—a beauty cold and austere, like that of sculpture, without appeal to any part of our weaker nature, without the gorgeous trappings of painting or music, yet sublimely pure, and capable of a stern perfection such as only the greatest art can show. The true spirit of delight, the exaltation, the sense of being more than man, which is the touchstone of the highest excellence, is to be found in mathematics as surely as in poetry.— Бертран Рассел

## Красота метода
Математики часто называют элегантным метод доказательства, обладающий одним или несколькими из следующих свойств:
- Минимум исходных постулатов или предыдущих результатов.
- Предельная лаконичность.
- Необычность построения (например, с помощью теорем из другой области математики).
- Использование новых, оригинальных идей.
- Возможность обобщения для решения схожих проблем.

В поисках элегантного доказательства математики используют самые разнообразные способы решения проблемы, так как первое найденное доказательство необязательно является лучшим. Рекордсменом по числу доказательств (несколько сотен) является, вероятно, теорема Пифагора. Другая известная теорема, доказанная множеством способов — квадратичный закон взаимности, для которой только Карл Фридрих Гаусс опубликовал 8 доказательств, основанных на совершенно различных идеях. В противоположность элегантному, логически корректное доказательство, использующее трудоёмкие вычисления, сверхсложные методы, традиционные подходы, большое число аксиом или доказательств других теорем называют грубым или неуклюжим.

## Тождество Эйлера
Некоторые математики считают красивым решение проблемы, устанавливающее связь между областями математики, ранее считавшимися несвязанными. Такой результат часто называют глубоким. Одним из самых известных примеров является тождество Эйлера:
{\displaystyle \displaystyle e^{i\pi }+1=0\,.}
Это особый случай формулы Эйлера, названный физиком Ричардом Фейнманом «нашим сокровищем» и «самой замечательной формулой в математике».
Теорема о модулярности, за доказательство которой Эндрю Уайлс и Роберт Ленглендс получили премию Вольфа, устанавливает важную взаимосвязь между эллиптическими кривыми и модулярными формами. Гипотеза чудовищного вздора (monstrous moonshine) связывает простую конечную группу Монстр с модулярными функциями через теорию струн — результат, за который Ричард Борчердс был награждён Филдсовской премией.
Глубоким результатом также является выявление неожиданных аспектов математических структур. Например, Theorema Egregium Гаусса — основная теорема теории поверхностей — устанавливает связь между локальным явлением (кривизной) и глобальным (площадью). В частности, площадь треугольника на искривлённой поверхности пропорциональна его избытку, причём коэффициент пропорциональности определяется кривизной. Другой пример — основная теорема анализа (и её векторные варианты, включая теорему Грина и теорему Стокса).
Противоположностью глубокого результата является тривиальный. К таковым можно отнести результаты, непосредственно вытекающие из других известных результатов или применимые только к специфическим объектам, таким как пустое множество. Впрочем, возможны случаи, когда формулировка теоремы может быть достаточно оригинальной, чтобы считаться глубокой, даже если её доказательство вполне очевидно.
В книге «Апология математика» Годфри Харди предполагает, что красивое доказательство или результат должны обладать «неожиданностью в сочетании с непреложностью и экономичностью». Неожиданность являлась важнейшим моментом многих математических результатов Сринивасы Рамануджана.
Итальянский математик Джан-Карло Рота, тем не менее, не признаёт неожиданность достаточным условием красоты, приводя следующий контрпример:
Очень много математических теорем оказывались неожиданными после их публикации; например, около двадцати лет назад (в 1957 году - прим.) доказательство существования неэквивалентных дифференцируемых структур на сферах большой размерности казалось неожиданным, но никому бы и в голову не пришло назвать сей факт красивым ни тогда, ни сейчас.
М. И. Монастырский с лёгкой иронией пишет:
Очень трудно найти в прошлом изобретения, аналогичные милноровым впечатляющим конструкциям различных дифференциальных структур на семимерной сфере... Первоначальное доказательство Милнора было не слишком конструктивным, однако Э. Брискорн показал, что такие структуры можно описать в весьма наглядной и красивой форме.
Это расхождение во мнениях иллюстрирует как субъективность восприятия математической красоты, так и её связь с результатом: доказательство существования экзотических сфер производит меньшее впечатление, чем реализация их моделей.

## Ощущение красоты

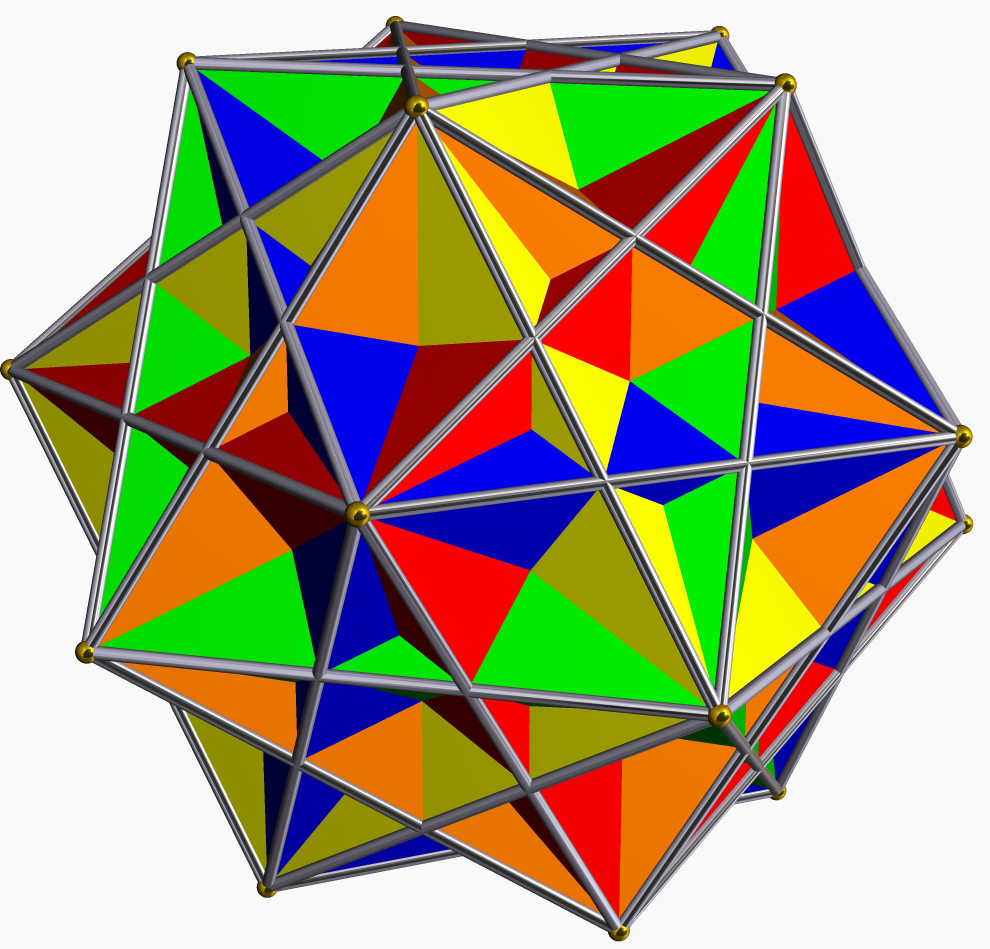
«Холодная строгость» составного многогранника

Интерес к чистой математике, отличный от эмпирических исследований, отмечается у многих цивилизаций, включая древнегреческую, где «математикой занимались ради её красоты». Тем не менее, математическую красоту можно ощутить и за пределами чистой математики. Например, физики получают эстетическое наслаждение от общей теории относительности Эйнштейна, которое Поль Дирак объяснял её «великой математической красотой».
Мы можем ощутить красоту математики, когда имеем дело с объектами физического мира сформулированными в абстрактных понятиях. Нередко математики разрабатывали новую область математики, которая сначала не имела практического применения, но спустя время физики замечали, что эти абстрактные математические вычисления отражают результаты их наблюдений. Например, теория групп, разработанная в начале 1800-х годов, единственной целью которой являлась возможность решения полиномиальных уравнений, оказалась наиболее подходящим способом для категоризации элементарных частиц — строительных блоков материи. Также произошло и с теорией узлов, где узел рассматривался лишь как математический объект, но позже она внесла значительный вклад в теорию струн и теорию петлевой квантовой гравитации.
Получение удовольствия от манипуляций с числами и символами требует определённой вовлечённости в занятие математикой, поэтому любое технологическое общество, использующее этот исключительно полезный инструмент, неизбежно открывает её эстетический аспект. Пассивное же наблюдение со стороны не позволяет оценить всю силу математической красоты, так как её реципиентами не являются аудитория или зритель в их классическом понимании. Бертран Рассел называл красоту математики суровой.

## Проявления прекрасного в математике
Френсис Хатчесон в «Исследовании о происхождении наших идей красоты и добродетели в двух трактатах» (1725) выделил следующие характеристики эстетической красоты математики:
- единство в многообразии;
- идеал всеобщности научных истин;
- обретение неочевидной истины, догадки о которой требуют доказательств[12].

## Возможные объяснения красоты математики

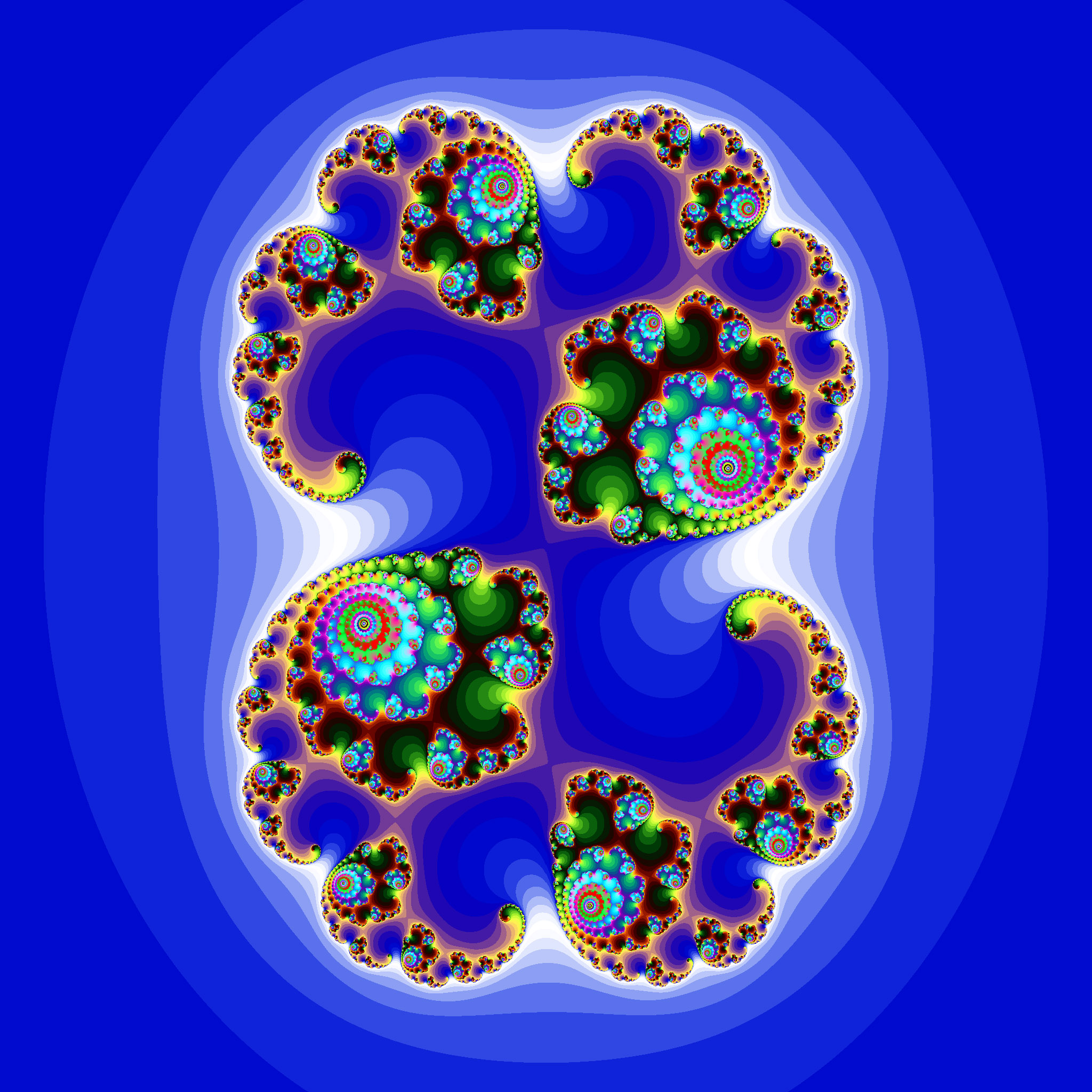
Одно из множеств Жюлиа

Пал Эрдёш считал так: когда решение проблемы было правильным, но казалось ему некрасивым, недостаточно изящным и лаконичным, он обычно говорил: «Прекрасно, но давайте поищем доказательство из Книги» (то есть из идеального, платонического сборника всех математических результатов, известных и неизвестных). Таким образом, всё записано в Книге и математики лишь читают её. Последователи Эрдёша Мартин Айгнер и Гюнтер Циглер опубликовали книгу, которая за пять лет выдержала три переиздания и была переведена на несколько языков, в том числе русский.

## Красота и философия
Некоторые математики придерживаются мнения, что достижения их науки можно с бо́льшим правом называть не изобретением, а открытием, которое, по своему смыслу, ближе к нахождению:

Вы не найдете исследователя, поэта, художника, музыканта, который не скажет, что нашел свое открытие, стихотворение или картину готовыми — что они пришли извне, а не были созданы им осознанно изнутри.Оригинальный текст (англ.)There is no scientific discoverer, no poet, no painter, no musician, who will not tell you that he found ready made his discovery or poem or picture – that it came to him from outside, and that he did not consciously create it from within.— Уильям Кингстон Клиффорд, из лекции в Королевском институте на тему «Некоторые условия развития мышления"
Кроме того, математики, придерживающиеся подобной точки зрения, считают, что подробные и точные результаты математики можно справедливо считать истинными вне зависимости от устройства Вселенной, в которой мы живём. Например, они утверждают, что теория натуральных чисел обоснована таким образом, что принципиально не требует конкретного контекста рассмотрения. Наиболее радикальные из них приписывают математической красоте абсолютную истинность, тем самым тяготея к мистицизму.
Пифагорейцы верили в буквальную реальность чисел. Поэтому открытие иррациональных чисел стало тем более для них удивительным, поскольку возможность отношения двух натуральных чисел воспринималось ими как свидетельство несовершенства природы и было невыразимым — алогос (пифагорейское мировоззрение ничего не говорило о пределах бесконечных последовательностей отношения натуральных чисел). С современной точки зрения такой мистический подход, предполагавший единство и нераздельность чисел и геометрических объектов, можно назвать нумерологией.
В философии Платона существовали два мира: мир вещей, в котором мы живём, и мир идей, которые необходимы для существования реального мира. В мир идей входили также математические идеи.
Венгерский математик Пал Эрдёш верил в существование воображаемой книги, в которой бог записал все самые прекрасные математические доказательства. И когда Эрдёш хотел выразить восхищение доказательством, он восклицал: «О, это из Книги!»
Французский философ XX века Ален Бадью утверждает, что онтология по своей природе математична, так как математика может помыслить множество как таковое, а бытие есть непостоянная множественность.
Очень часто философы-натуралисты и другие учёные, широко пользующиеся математическим методом, делали безосновательный вывод относительно связи красоты с истиной, которые впоследствии оказываются ошибочными. Например, на одном этапе своей жизни Иоганн Кеплер считал, что пропорции орбит известных в его время планет Солнечной системы были установлены Богом в соответствии с концентрическим расположением пяти платоновских тел таким образом, что каждая из орбит одновременно была расположена на сфере описанной около одного многогранника и вписанной в следующий.

## Красота и математическая теория информации
В 1970-х годах Абраам Моль и Фридер Наке проанализировали связь между красотой, обработкой информации и теорией информации. В 1990-х годах Юрген Шмидхубер на основе алгоритмической теории информации сформулировал математическую теорию о зависимости субъективного видения красоты наблюдателя: самые красивые объекты среди тех, что субъекту кажутся сравнимыми между собой, имеют короткие алгоритмические описания, (то есть сложность Колмогорова), и относятся к тому, что наблюдатель уже знает. При этом Шмидхубер проводит чёткую границу между «красивым» и «интересным». Последнее соответствует первой производной субъективно воспринимаемой красоты: наблюдатель постоянно пытается увеличить предсказуемость и сжать наблюдаемые данные, выявляя такие закономерности, как повторение и симметрию, фрактальное самоподобие. Однако, всякий раз, когда процесс обучения наблюдателя позволяет лучше сжать данные, то есть нынешнее наблюдение может быть описано меньшим количеством бит, чем предыдущее, и отрезок времени, на котором наблюдатель проявляет заинтересованность, соответствует коэффициенту успешного сжатия и пропорциональна собственному вознаграждению наблюдателя за своё любопытство, речь идёт об интересном, а не о красивом.